# Clark M. Clifford

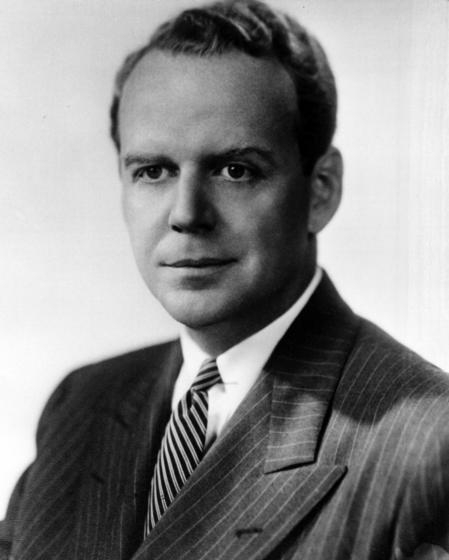
Clark M. Clifford

Clark McAdams Clifford (* 25. Dezember 1906 in Fort Scott, Bourbon County, Kansas; † 10. Oktober 1998 in Bethesda, Maryland) war ein US-amerikanischer Jurist, der den US-Präsidenten Truman, Kennedy, Johnson und Carter diente und 1968/69 Verteidigungsminister der USA unter Johnson sowie Rechtsberater des Weißen Hauses unter Truman war.
Clifford war vom 29. Februar 1968 bis 20. Januar 1969 Verteidigungsminister der USA. Er behielt im Wesentlichen die Strategie seines Vorgängers Robert McNamara in Vietnam bei. 1989 wurde Clifford in die American Academy of Arts and Sciences gewählt. 1963 bis 1968 stand er dem Intelligence Advisory Board des US-Präsidenten vor. 
Seine letzte Ruhestätte ist am Nationalfriedhof Arlington.